# Arctocephalinae
Le otarie orsine (Arctocephalinae) sono mammiferi marini. Le otarie orsine appartengono alla famiglia delle Otariidae, dei pinnipedi al contrario dei focidi o foche mostrano delle piccole orecchie esterne.
A partire dal 1800. le varie specie sono state oggetto di caccia che ha portato sull'orlo dell'estinzione molte di esse. Per via della differente diffusione (alcune vivono nell'emisfero settentrionale mentre altre nell'emisfero meridionale) si è scelto di differenziarle in due generi che rispecchiano tale differenza.
L'orca è il loro nemico naturale che le uccide o le ferisce gravemente. Inoltre, hanno anche alcuni parassiti come l'anchilostoma che feriscono i piccoli delle otarie orsine settentrionali. Nel 1948 alcuni biologi trovarono oltre 20.000 piccole otarie orsine lungo i 2,5 km di spiaggia delle isole Pribilof, morte a seguito di infezioni da anchilostoma. Alcuni esemplari muoiono schiacciati dai maschi nelle loro lotte per le dispute territoriali. Le otarie orsine possono vivere fino a 30 anni.

## Differenze fra specie
L'otaria settentrionale è più grande di quella meridionale, in riguardo agli esemplari maschi:
- Settentrionali lunghezza di 2,45 m - peso di 275 kg
- Meridionali lunghezza 1,8 m - peso 160 kg per i maschi

Gli esemplari femminili sono più piccoli (1,5 metri circa, peso 45–60 kg).
Possono, a differenza di altre specie della famiglia dei Phocidae, camminare con il corpo sollevato dal terreno.
Le otarie meridionali sono estremamente sensibili al solletico. Le spiagge sono spesso sovrappopolate di questi animali e chiunque debba camminare fra di essi deve proteggersi, portando di solito una leggera canna di bambù per allontanare le otarie orsine. Ma si è trovato che è inutile bastonarle sul corpo o sulla testa e che anzi questo non fa che irritarle maggiormente, mentre un lieve solletico sulle vibrisse è sufficiente a farle allontanare.
Il colore varie da argento a marrone scuro-nero.

## Alimentazione
- Le otarie orsine settentrionali si nutrono di aringhe, gadidi e calamari, raramente di Leuroglossus callorhini
- Le otarie orsine meridionali di krill, un piccolo crostaceo, pinguini e pinnipedi.

## Riproduzione

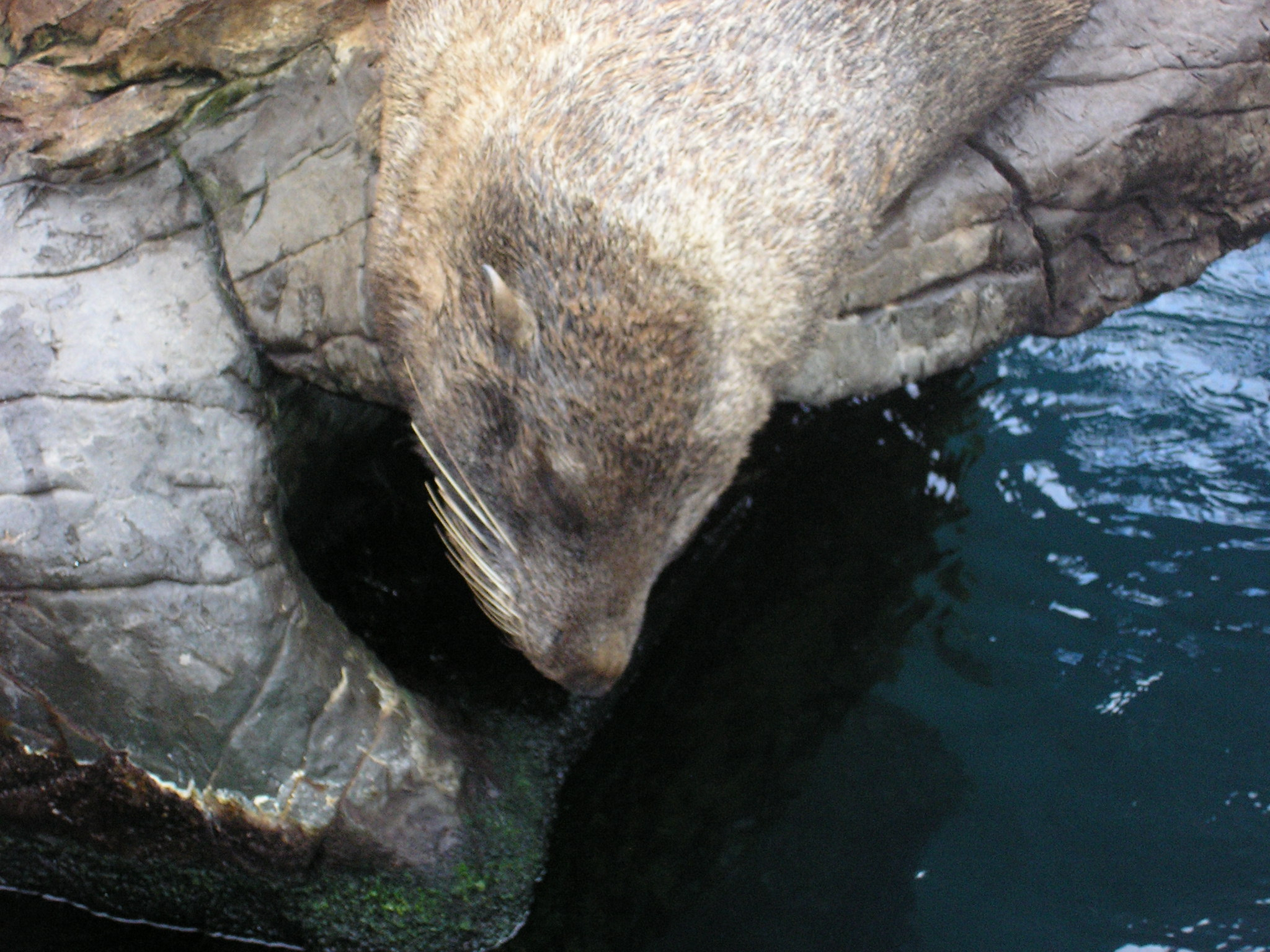
Un'otaria orsina sta prendendo il sole su una roccia al Living Coasts di Torquay.

Tutte le specie sono poligame, il maschio dominante si riproduce con più di una femmina. La gestazione dura più di 11 mesi, periodo che inizia a settembre o ottobre. I maschi lottano per le femmine, durante le lotte si prendono per la collottola, scuotendosi a vicenda, con estrema violenza, provocandosi pertanto delle ferite che sembrano serie, ma che hanno il peculiare vantaggio di rimarginarsi molto rapidamente.

## Sterminio
Le otarie orsine settentrionali furono scoperte verso la fine del XVIII secolo dall'esploratore russo Probilof. Diffuse a quei tempi (si racconta di due milioni e mezzo di unità) la caccia ridusse la popolazione a circa 200.000 esemplari. Nel 1911 la Russia, gli Stati Uniti ed il Giappone raggiunsero un accordo per limitare il numero di pinnipedi da cacciare in mare. In tal modo i branchi si sono di nuovo ripopolati e la cattura per le pelli, anche se attualmente presente viene controllata. Per la loro pelliccia vengono scuoiati ed una volta tolto il grasso si mettono le pelli sotto sale. In seguito vengono eliminati i peli setolosi e lunghi, lisciata e tinta. Il tutto ha una durata temporale di circa 3 mesi.
Le otarie orsine meridionali furono scoperte nel 1775 dal capitano Cook, all'epoca dei suoi grandi viaggi. Una volta che la notizia sugli «orsi marini» si diffuse molti cacciatori ne fecero strage. Lo zoologo Weddell calcolò che nel 1822, nella sola Isola della Georgia del Sud, erano state uccise, per le loro pelli, 1.200.000 otarie.
Dal XX secolo si stanno effettuando numerosi studi scientifici su tali animali, specialmente sui giovani maschi.

## Distribuzione
Per quanto riguarda la specie meridionale sono state quasi estinte alla fine del XIX secolo per via della caccia e solo nel XX secolo alcuni gruppi sono ricomparsi e la specie si è ripopolata successivamente. Si ritrovano nell'America meridionale, Australia, Tasmania, Nuova Zelanda, Africa meridionale e alle isole sud-antartiche.

## Tassonomia
- SOTTORDINE Pinnipedia
- Famiglia Otariidae
  - Genere Arctocephalus

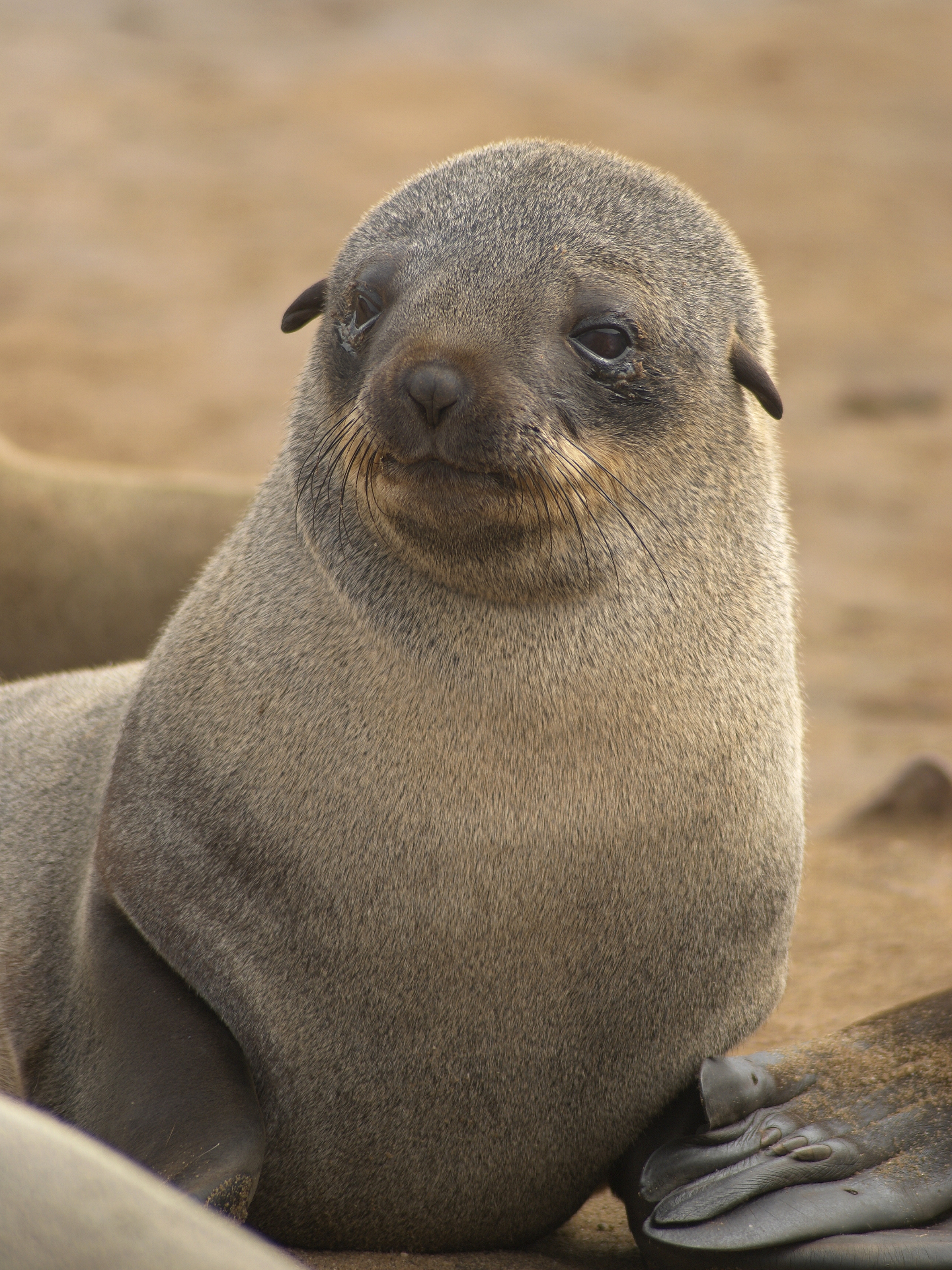
Un esemplare di otaria orsina del Capo (Arctocephalus pusillus) della colonia di Cape Cross in Namibia.

    - Otaria orsina antartica, A. gazella
    - Otaria orsina di Guadalupe, A. townsendi
    - Otaria orsina delle Juan Fernandez, A. philippii
    - Otaria orsina delle Galapagos, A. galapagoensis
    - Otaria orsina del Capo, A. pusillus
      - Otaria orsina sudafricana, A. pusillus pusillus
      - Otaria orsina australiana, A. pusillus doriferus

    - Otaria orsina della Nuova Zelanda o Otaria orsina meridionale, A. forsteri
    - Otaria orsina subantartica, A. tropicalis
    - Otaria orsina sudamericana, A. australis

  - Genere Callorhinus
    - Otaria orsina settentrionale, C. ursinus

  - Genere Eumetopias
  - Genere Neophoca
  - Genere Otaria
  - Genere Phocarctos
  - Genere Zalophus
- Famiglia Phocidae: vere foche
- Famiglia Odobenidae: tricheco